# Quadro elettrico

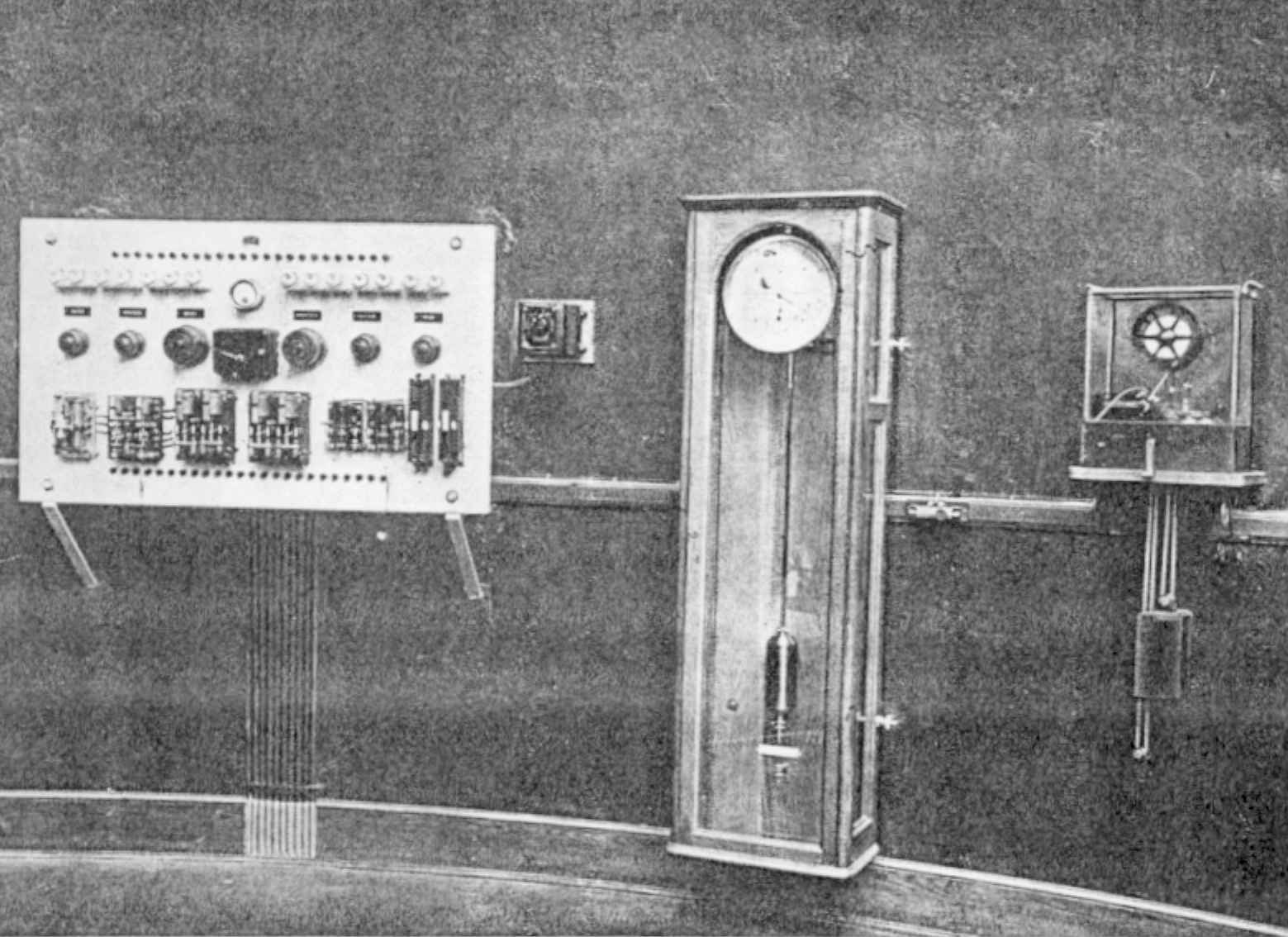
Un quadro elettrico al telescopio Zeiss di Merate risalente al 1926 (a sinistra del pendolo)

Un quadro elettrico è una parte di un impianto elettrico, a valle di un circuito di distribuzione di energia elettrica. 
È generalmente costituito da un armadio elettrico chiuso avente una o più ante, a seconda e del numero e delle dimensioni dei componenti che contiene al suo interno. Esistono sostanzialmente tre principali tipi di quadri elettrici, ciascuno descritto da una specifica normativa IEC di riferimento: i quadri elettrici di distribuzione, i quadri elettrici di automazione e i quadri elettrici di bordo macchina.

## Quadro elettrico di distribuzione
Un quadro elettrico di distribuzione contiene principalmente apparecchi di manovra e protezione. Al suo interno può esservi una morsettiera di ingresso, spesso costituita da blindosbarre, alla quale viene connessa la linea di alimentazione del quadro stesso. La linea di alimentazione di un quadro elettrico di distribuzione può a sua volta provenire da un altro quadro elettrico di distribuzione oppure direttamente dalla morsettiera di uscita di un trasformatore di MT/BT, come generalmente avviene all'interno delle cabine di trasformazione. In uscita dalla morsettiera di ingresso viene generalmente collegato un apparecchio di protezione e/o di manovra chiamato interruttore o sezionatore principale, generalmente posto in alto a sinistra. In uscita da tale interruttore o sezionatore principale possono esservi una o più morsettiere di appoggio dalle quali vengono poi alimentati, in cascata, tutti gli altri apparecchi e dispositivi di manovra e/o protezione presenti all'interno dello stesso quadro. Questa struttura. costituita da dispositivo e relativa morsettiera di appoggio, può essere iterata più e più volte, a seconda della funzionalità e finalità del quadro elettrico di distribuzione.
Se all'interno del quadro di distribuzione sono presenti anche interruttori differenziali collegati in cascata, è necessario eseguire un'opportuna scelta e taratura dei medesimi così da poter garantire una selettività nell'intervento delle protezioni.

## Quadro elettrico di automazione
Un quadro elettrico di automazione, oltre a dispositivi di manovra e protezione, può contenere anche apparecchi e dispositivi di comando, controllo e segnalazione, relè, teleruttori, relè di sicurezza, PLC, inverter, azionamenti, pannelli operatori e pulsantiere installate sulle ante frontali del quadro ed altro ancora. Talvolta, per venire incontro alle specifiche necessità tecniche, specie su impianti e macchinari complessi, un quadro elettrico di automazione viene "distribuito" su tutta la macchina/impianto partizionandosi in più quadri elettrici di bordo macchina.

## Quadro elettrico di bordo macchina
Come stabilito dalla normativa IEC 60204-1, viene definito equipaggiamento elettrico di bordo macchina, o più semplicemente "bordo macchina", tutto l'impianto elettrico a valle del punto di consegna dell'energia elettrica che alimenta il macchinario. Spesso ci si riferisce erroneamente ad un quadro elettrico di bordo macchina soltanto quando esso viene installato "sopra" o "all'interno" del macchinario da cui esso viene alimentato. ma la norma IEC 60204-1 classifica come "bordo macchina" tutto ciò che non è "impianto elettrico". Paradossalmente, nel gergo industriale, specie all'interno di aziende che si occupano di costruzione di macchinari in genere, si usa impropriamente la dicitura "impianto elettrico" per indicare poi il "bordo macchina". indipendentemente dal fatto che tutti i dispositivi elettrici presenti sul macchinario vengano poi collegati ad un quadro elettrico (di automazione) vincolato meccanicamente al macchinario stesso.

## Galleria d'immagini

Dettagli di un vecchio modello di quadro elettrico
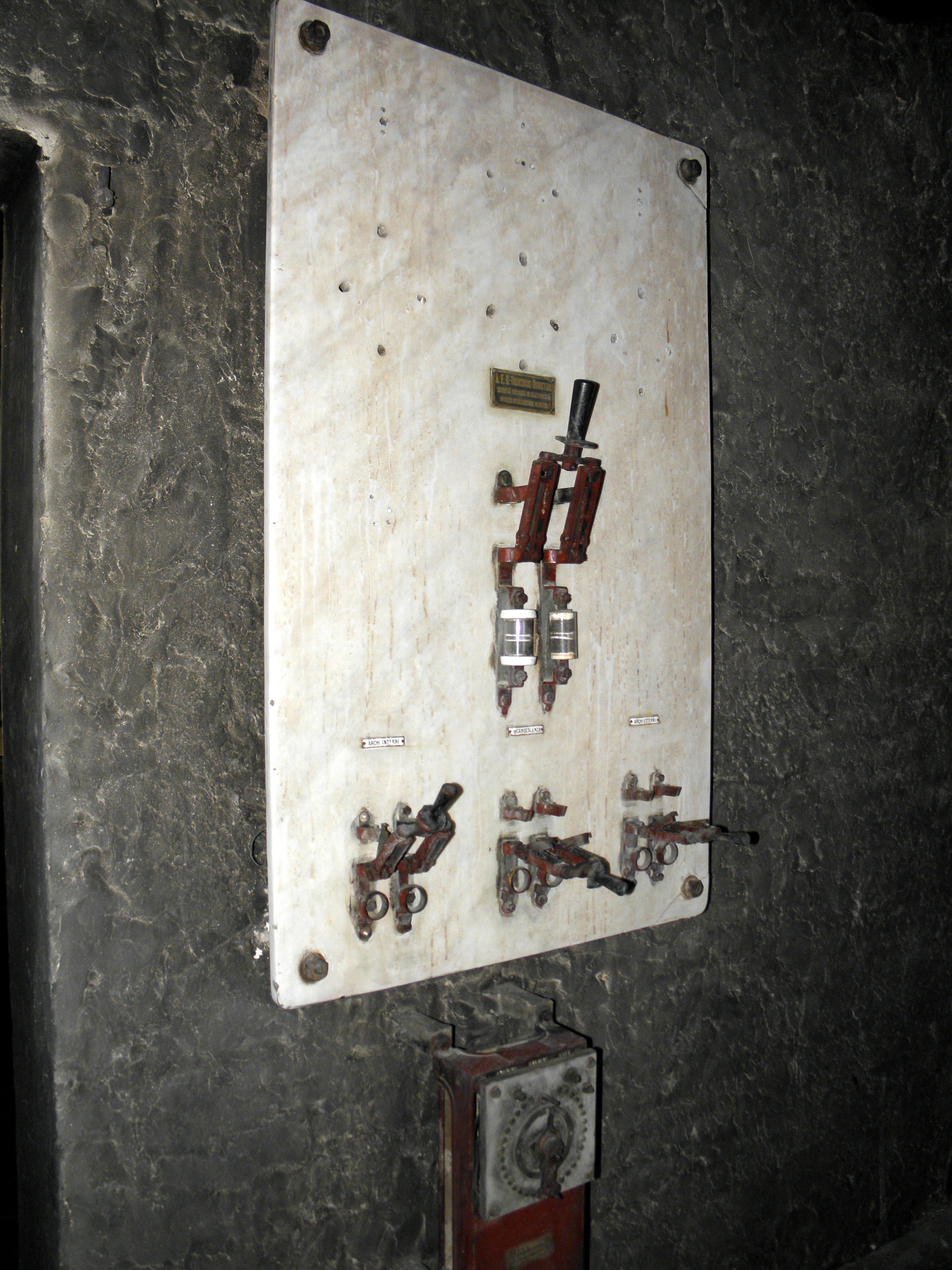
Pizzon, località di Fratta Polesine: antico quadro elettrico situato all'interno del mulino ad acqua, ora Ecomuseo Mulino al Pizzon
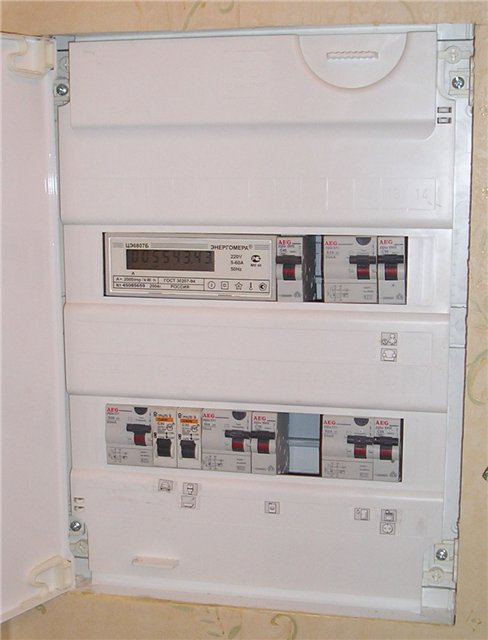
Un quadro elettrico moderno piccolo